# جون تايلور (قسيس)
جون تايلور (بالإنجليزية: John Taylor)‏ هو قسيس بريطاني، ولد في 1932.